# Swedavia
Swedavia AB är ett svenskt statsägt företag bildat 2010 som äger och driver tio flygplatser i Sverige.

## Historia
Hösten 2009 föreslog regeringen i en proposition, som godkändes av riksdagen, att Luftfartsverkets flygplatsverksamhet skulle överföras till bolagsform i ett av staten helägt aktiebolag. Swedavia AB bildades den 1 april 2010, då det övertog ägandet och driften av de flygplatser som före detta datum tillhört Luftfartsverket. De var vid bolagets bildande 14 stycken. Tre flygplatser överfördes inom ett år till kommunalt ägande: Karlstads flygplats, Ängelholms flygplats och Örnsköldsviks flygplats. En fjärde flygplats, Sundsvall-Härnösands flygplats, blev kommunal 2013.
Namnet Swedavia togs från det av Luftfartsverket ägda dotterbolaget Swedavia, som bildats den 1 juli 1982 efter riksdagsbeslut om att skilja extern affärsverksamhet i bland annat Saudiarabien från affärsverket LFV. Åke Gustafsson, trafikdirektör och chef för Trafikavdelningen, utsågs till vd från detta datum och hade den posten cirka ett år. Han gick därefter till ICAO-uppdrag i Saudiarabien. Namnet Swedavia var sålunda väl inarbetat och känt, framför allt inom den internationella luftfarten. Dåvarande generaldirektören i LFV, Skogö, som utsågs till dess styrelseordförande vid verkets ombildning 2010 "flyttade" från "gamla" Swedavia till dess nuvarande plats och i samband därmed kom "gamla" Swedavia att ingå i nuvarande LFV:s basorganisation som Swedish Aviation Consultancy.

## Uppdrag
Swedavia är en koncern som äger, driver och utvecklar tio flygplatser i hela Sverige. Verksamheten finansieras helt med intäkterna från Swedavias tjänster och produkter. Swedavias uppdrag från staten är att inom affärsmässiga ramar aktivt medverka i utvecklingen av transportsektorn och bidra till att transportpolitiska mål uppnås. Staten ägde vid beslutet om Swedavias bildande flera ytterligare, mindre lönsamma flygplatser som överförts till kommunalt ägande.

## Flygplatser
Swedavia äger och driver:
- Göteborg-Landvetter flygplats
- Kiruna flygplats
- Luleå-Kallax flygplats
- Malmö Airport
- Ronneby Airport
- Stockholm-Arlanda flygplats
- Stockholm-Bromma flygplats
- Umeå Airport
- Visby flygplats
- Åre Östersunds flygplats

Före bildandet av Swedavia ägdes ytterligare sex flygplatser av staten, av vilka fem avyttrades till aktuella kommuner, nämligen Karlstads flygplats, Ängelholm-Helsingborgs flygplats, Örnsköldsviks flygplats, Jönköpings flygplats och Skellefteå flygplats. Den 17 juni 2013 tog Sundsvalls och Timrå kommuner över den sjätte, Sundsvall-Härnösands flygplats, som då bytte namn till Sundsvall-Timrå flygplats och fick marknadsföringsnamnet Sundsvall-Timrå Airport.

## Räddningstjänst
Swedavia har en egen räddningstjänst på alla sina flygplatser. Det är ett internationellt säkerhetskrav att räddningstjänst finns tillgänglig alltid då plan startar och landar. Brandbilarna är gula enligt internationell flygplatsstandard och är utrustade med vattenkanoner som den kommunala räddningstjänsten saknar.[källa behövs]

## Bilder

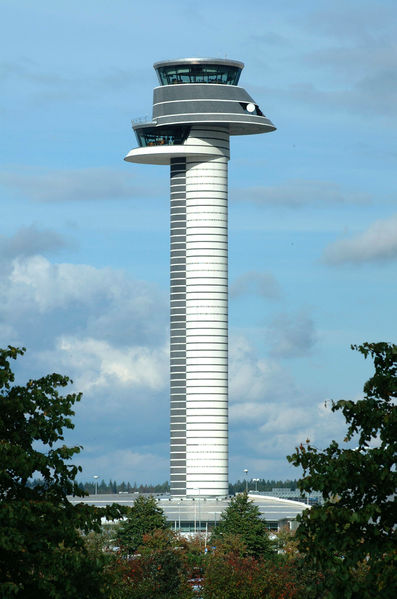
Flygledartornet, Stockholm-Arlanda flygplats
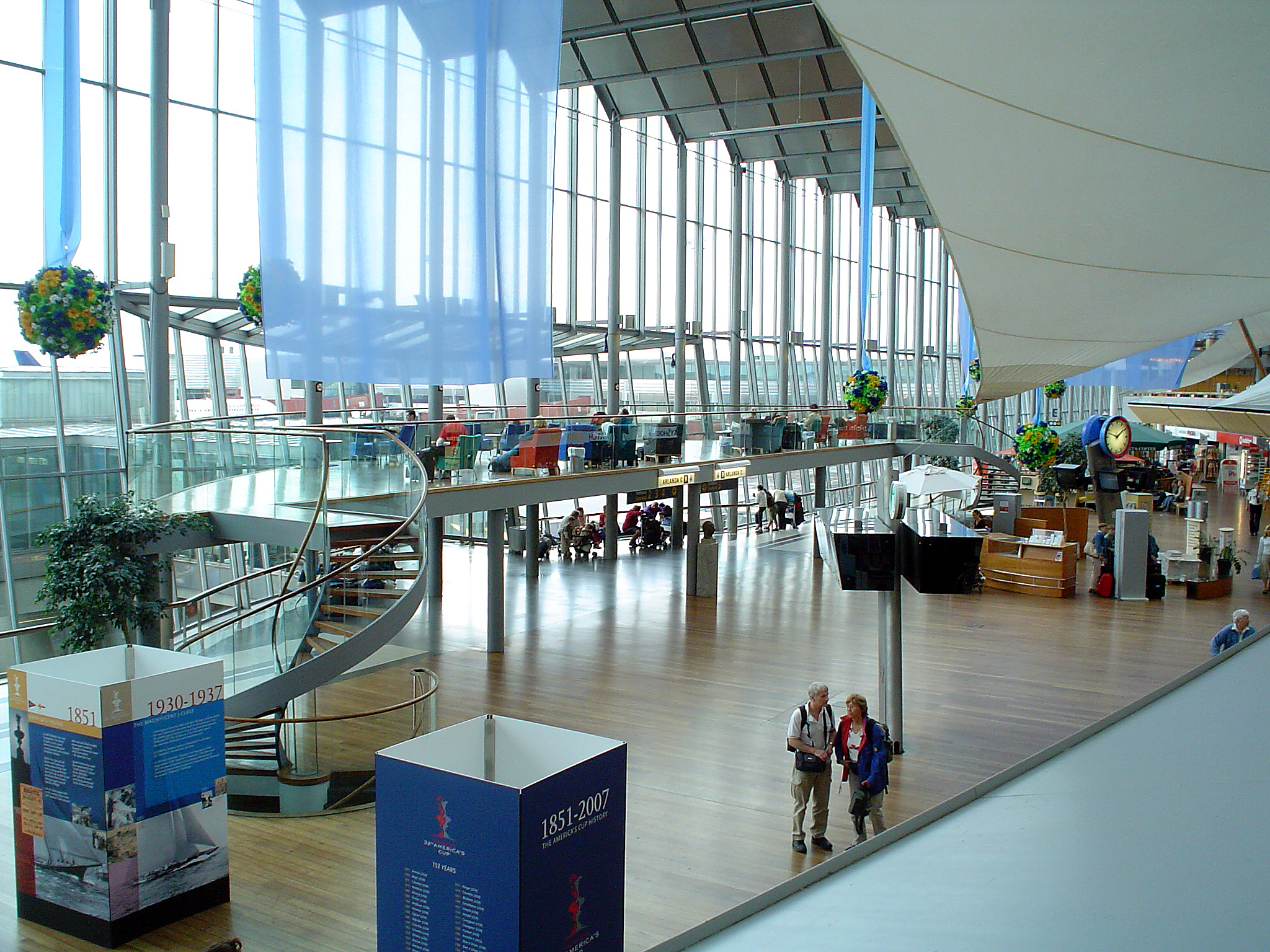
Sky City är en del av Stockholm-Arlanda flygplats
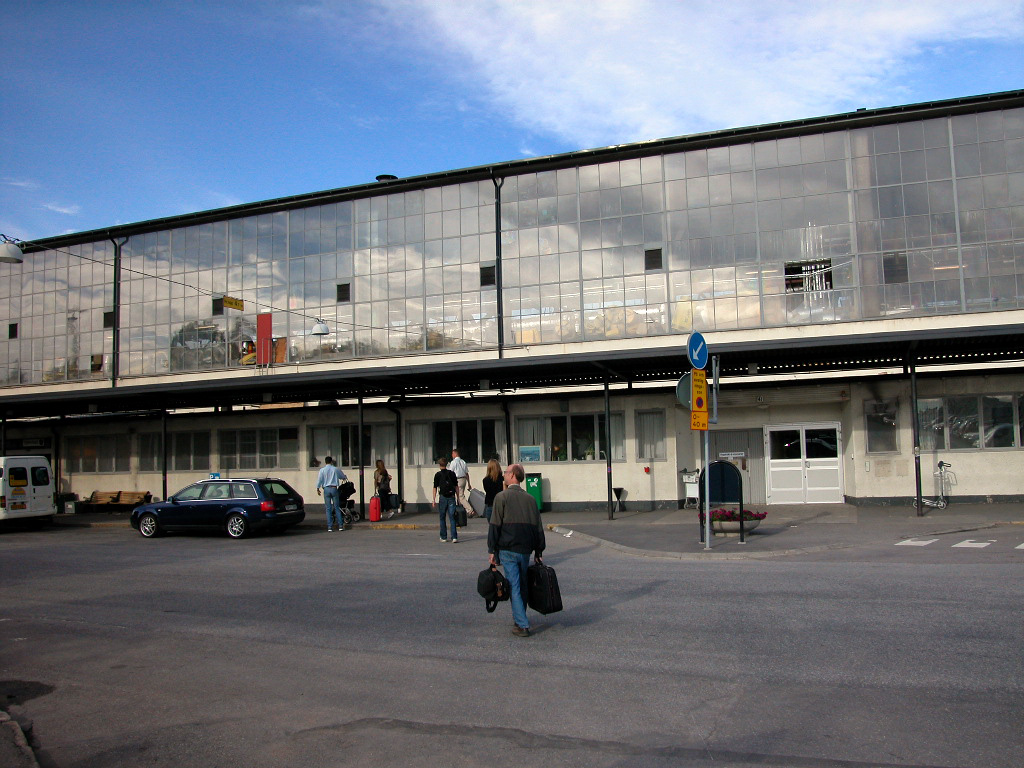
Stockholm-Bromma flygplats
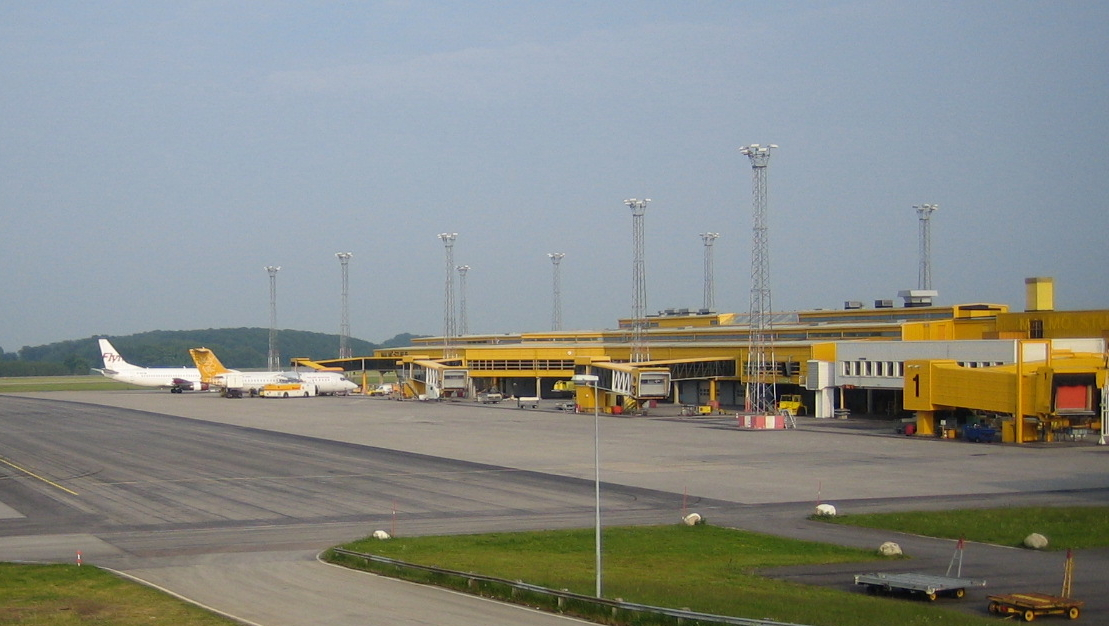
Malmö Airport
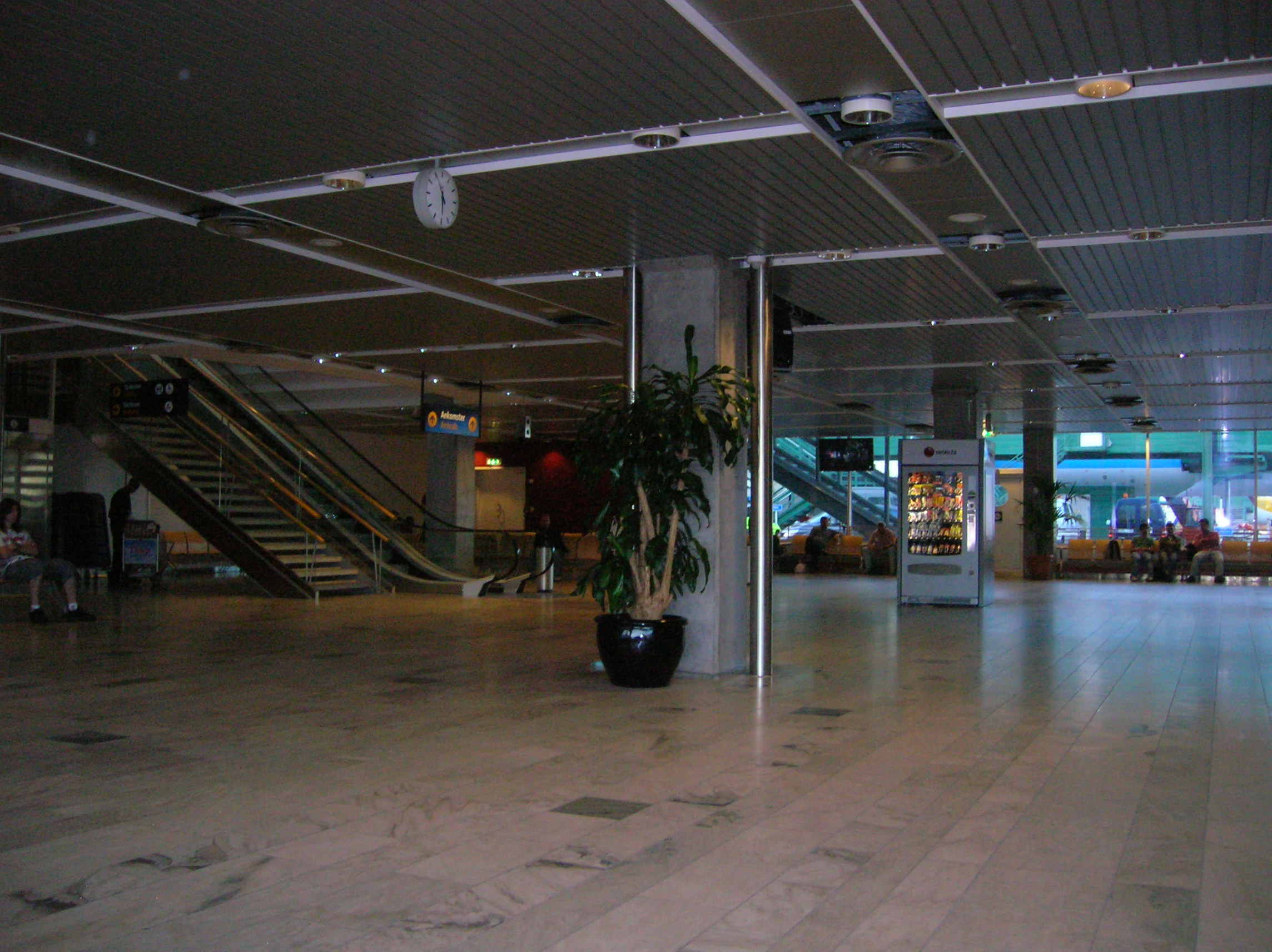
Göteborg-Landvetter flygplats
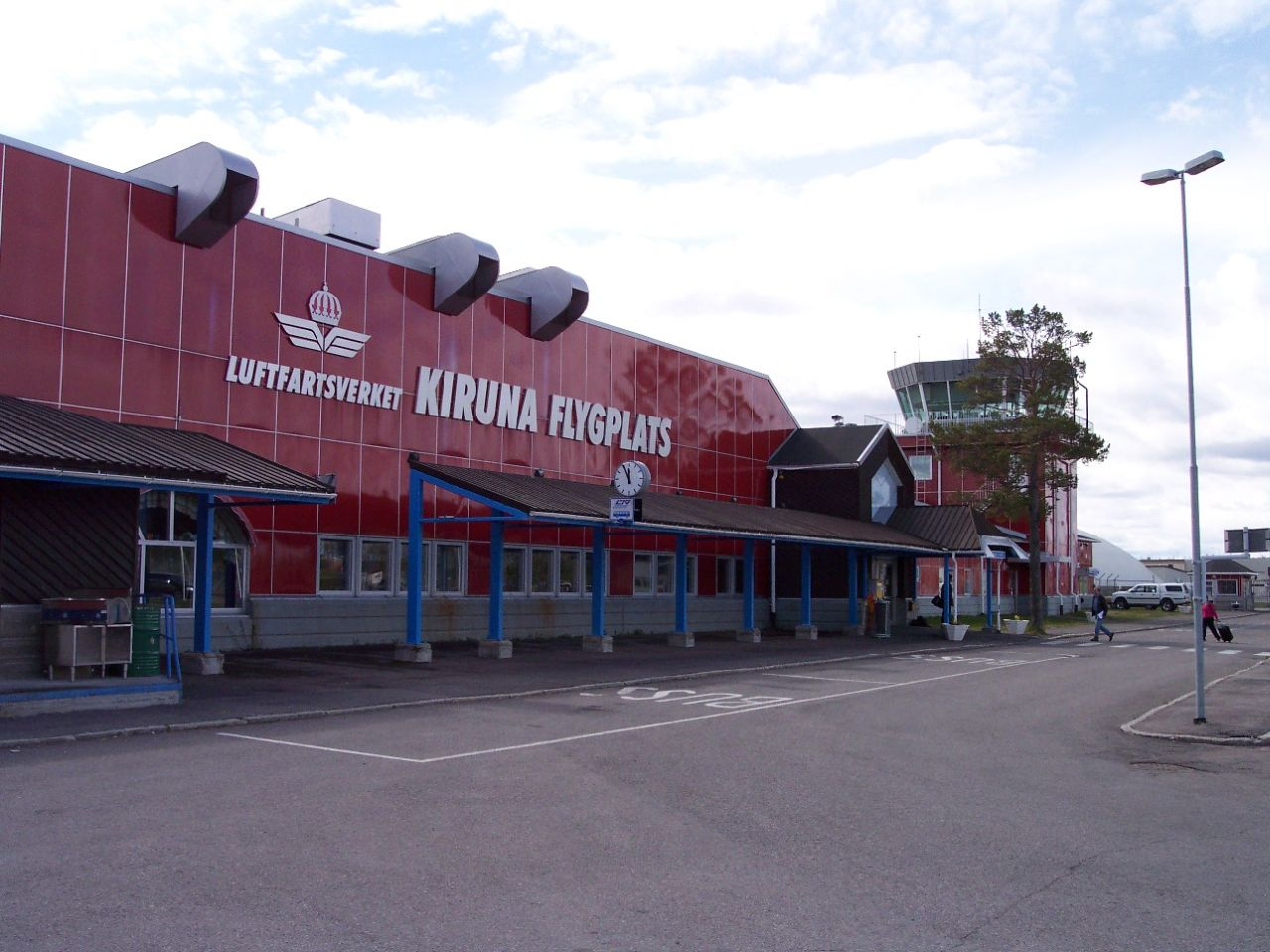
Kiruna flygplats
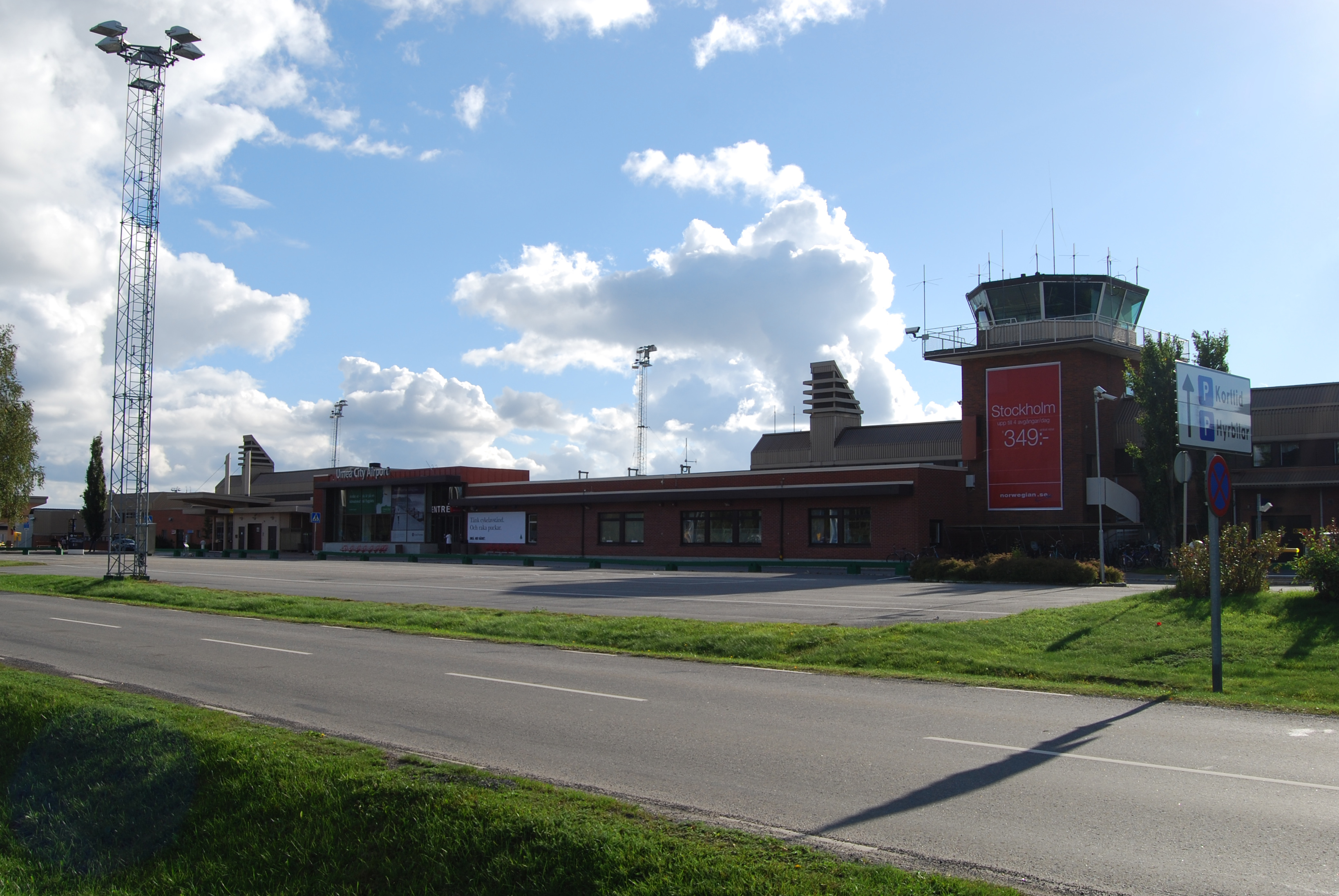
Umeå Airport
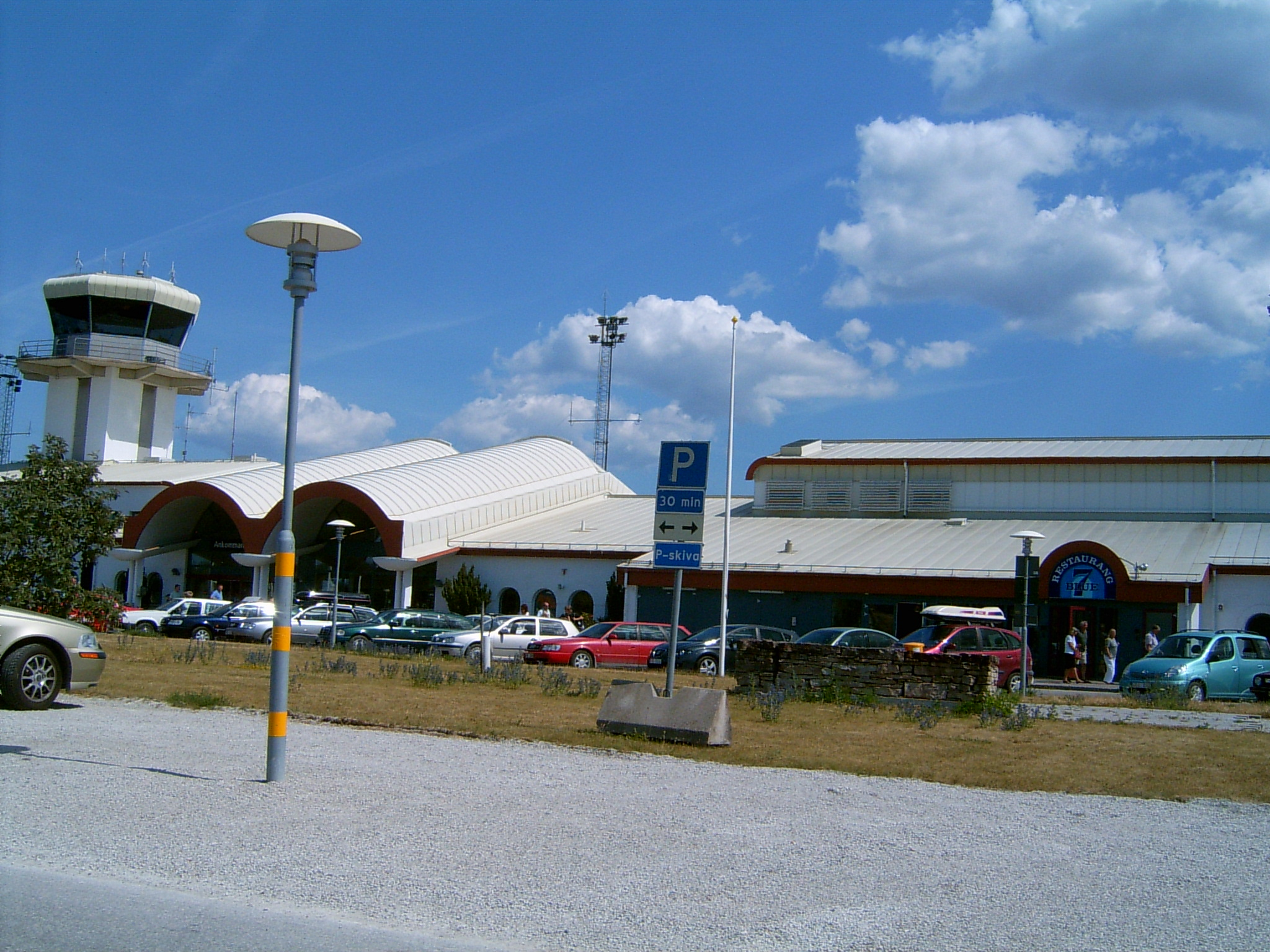
Visby flygplats
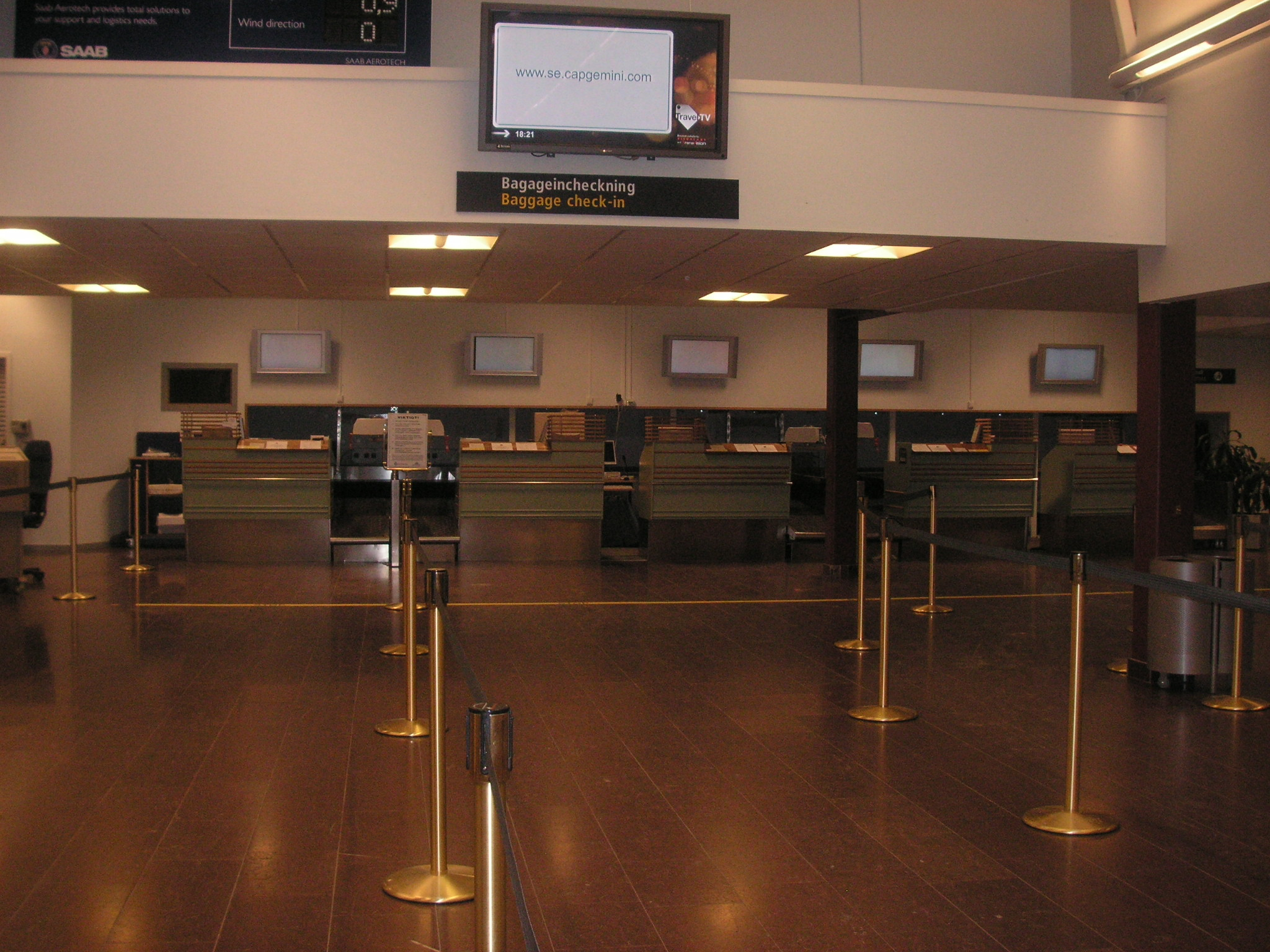
Incheckningsdiskar på Åre Östersunds flygplats